# Agave garciaruizii
Agave garciaruizii — вид квіткових рослин роду агава (Agave) родини холодкових (Asparagaceae). Описаний у 2019 році.

## Епонімія
Вид названо на честь Ігнасіо Гарсія-Руїса, мексиканського ботаніка, який займався вивченням флори Мічоакана і та безпосередньо флори заповідника Чоррос-дель-Варал, де був виявлений цей вид.

## Поширення
Ендемік Мексики. Трапляється у середовищі тропічних сухих лісів у каньйонах річок Ітцікуаро та Апупатаро в заповіднику Чоррос-дель-Варал, на південному кордоні штатів Халіско та Мічоакан.